# Qinzhou (Tianshui)

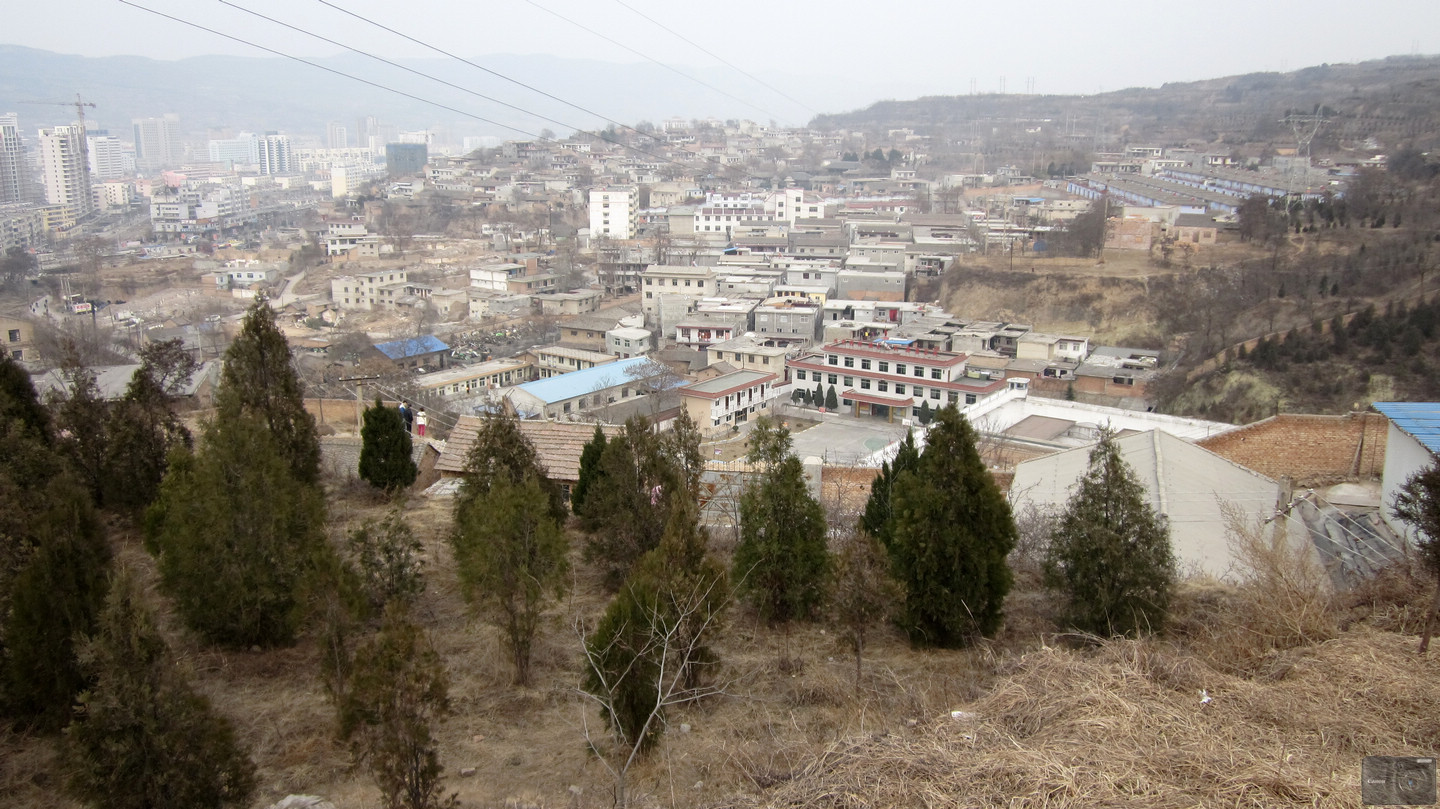
Qinzhou (2012)

Der Stadtbezirk Qinzhou (chinesisch 秦州区, Pinyin Qínzhōu Qū) in der chinesischen Provinz Gansu gehört zum Verwaltungsgebiet der bezirksfreien Stadt Tianshui. Er hat eine Fläche von 2.409 Quadratkilometern und zählt 663.300 Einwohner (Stand: Ende 2018).
Bis 2004 hieß der Bezirk Qincheng (秦城区), ehe er in Qinzhou umbenannt wurde.